# Pharetrophora curticaudata
Pharetrophora curticaudata är en stekelart som beskrevs av Narolsky 1994. Pharetrophora curticaudata ingår i släktet Pharetrophora och familjen brokparasitsteklar. Inga underarter finns listade i Catalogue of Life.